# Veseuș
Veseuș – wieś w Rumunii, w okręgu Alba, w gminie Jidvei. W 2011 roku liczyła 988 mieszkańców.